# 完全组态相互作用方法
完全组态相互作用方法（Full configuration interaction，完全CI，FCI）是一种线性变分方法，对于完备的基组可以给出全电子不含时非相对论薛定谔方程的精确解。

## 解释
它是组态相互作用方法的特殊情形。在完全组态相互作用方法中，所有对称性匹配的斯莱特行列式（或组态态函数）都包括在变分尝试函数的线性组合式中。该方法等价于在给定的基组下计算电子分子哈密顿量的精确本征值。
由于完全组态相互作用方法中所需要用到的行列式数目随基组的规模而阶乘式地上升，只有少数的分子可以进行完全组态相互作用计算。这是因为精确求解完全组态相互作用行列式的问题是NP完全的，所以不存在多项式时间复杂度的算法。目前的完全组态相互作用算法可以处理含数十亿行列式的情形。戴维森校正是一种简单的校正方法，可以从有限的组态相互作用计算结果中得到完全组态相互作用的近似计算结果。
由于在给定的基组所构成的函数空间内，完全组态相互作用方法得到的是精确解，因此其计算结果常用作检验其它方法有效性的标准。在断键过程、双自由基体系、含有第一过渡系金属的体系等情形下，完全组态相互作用方法显得尤其重要。这是因为，电子轨道的近简并性使得许多方法的内在近似失效，这包括哈特里－福克方法、有限阶的多体微扰理论方法、耦合簇方法等。